# Escàner de cos sencer

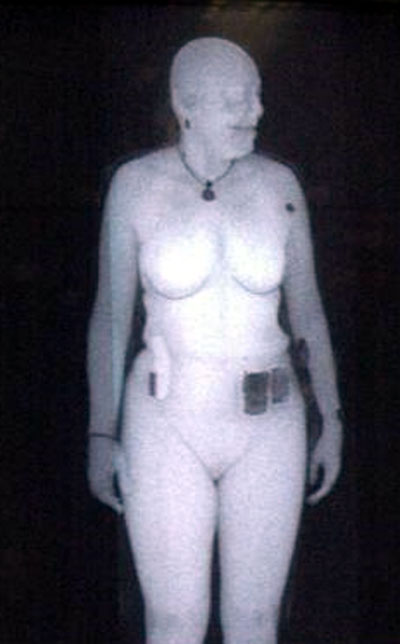
Dona escanejada per retrodifusió de raigs X.

L'escàner de cos sencer és un dispositiu d'ús policial utilitzat per escorcollar i inspeccionar a un sospitós que no necessita un contacte físic. La tecnologia emprada s'anomena escàner d'ones mil·limètriques, i està basada en la reflexió de ones de ràdio de freqüència molt alta en el cos de l sospitós per obtenir una imatge del cos i objectes que pugui portar sota la roba. A diferència de la tècnica de retrodispersió de raigs X utilitzat per escanejar l'equipatge, aquesta radiació és menys agressiva per al cos humà. És una mesura efectiva per prevenir i controlar alguns delictes, especialment en controls fronterers terrestres i aeroports.
L'aeroport d'Amsterdam-Schiphol va ser el primer en el món en implementar aquest dispositiu a gran escala després d'una prova amb el personal de vol l'any anterior, però el seu ús era alternatiu a l'escorcoll normal. El 2 de febrer de 2010 els aeroports britànics Londres-Heathrow i Manchester van començar a usar-los de manera obligatòria i dirigida a cert nombre de passatgers. El govern britànic va planificar la seva implantació en tots els aeroports britànics abans d'abril de 2010.

## Controvèrsies
privacitat
La instauració d'aquests dispositius en alguns aeroports europeus com a mesura de seguretat davant de suposats terroristes, narcotràfic, etc. ha suscitat moltes queixes pel fet que els resultats de l'anàlisi envaeix la intimitat dels viatgers ja que es desconeixen els possibles efectes a llarg termini.
fabricants
Les empreses fabricants d'aquests dispositius d'escorcoll són: Rapiscan Systems, L-3 Communications, Smiths Group i Brijot Imaging Systems. Els dirigents d'aquestes empreses van ser càrrecs de govern de George W. Bush, que després de difondre la suposada amenaça terrorista per gran part de la població podrien obtenir beneficis d'ella a través de les vendes d'aquestes màquines de control. El principal grup de pressió que afavoreix la causa de l'adopció d'escàners corporals es tracta de la consultora grup Chertoff.

## Vulnerabilitats
L'agost de 2014, en el "23 USENIX Security Symposium", es va mostrar que el model Rapiscan Secure 1000 utilitzat per aeroports d'EE. UU. en els períodes de l'any 2009 a el 2013 comptaven amb vulnerabilitats que permetien transportar elements perillosos sense ser detectats. La investigació, realitzada per universitats Nord-americanes, va determinar que la falla es trobava en la manca d'escaneig en els laterals i els contrastos dels objectes examinats d'un determinat color podien provocar una manca de visualització en el sistema. També van demostrar la possibilitat d'ocultar imatges mitjançant un "secret knock"